# Psilocerea cneca
Psilocerea cneca là một loài bướm đêm trong họ Geometridae.